# Albemarle
Albemarle is een plaats (city) in de Amerikaanse staat North Carolina, en valt bestuurlijk gezien onder Stanly County.

## Demografie
Bij de volkstelling in 2000 werd het aantal inwoners vastgesteld op 15.680.
In 2006 is het aantal inwoners door het United States Census Bureau geschat op 15.414, een daling van 266 (-1,7%).

## Geboren in Albemarle
- Kellie Pickler, liedjesschrijver en zangeres

## Geografie
Volgens het United States Census Bureau beslaat de plaats een oppervlakte van
40,8 km², waarvan 40,6 km² land en 0,2 km² water. Albemarle ligt op ongeveer 174 m boven zeeniveau.

## Plaatsen in de nabije omgeving
De onderstaande figuur toont nabijgelegen plaatsen in een straal van 20 km rond Albemarle.